# Квадрант (астрономический инструмент)

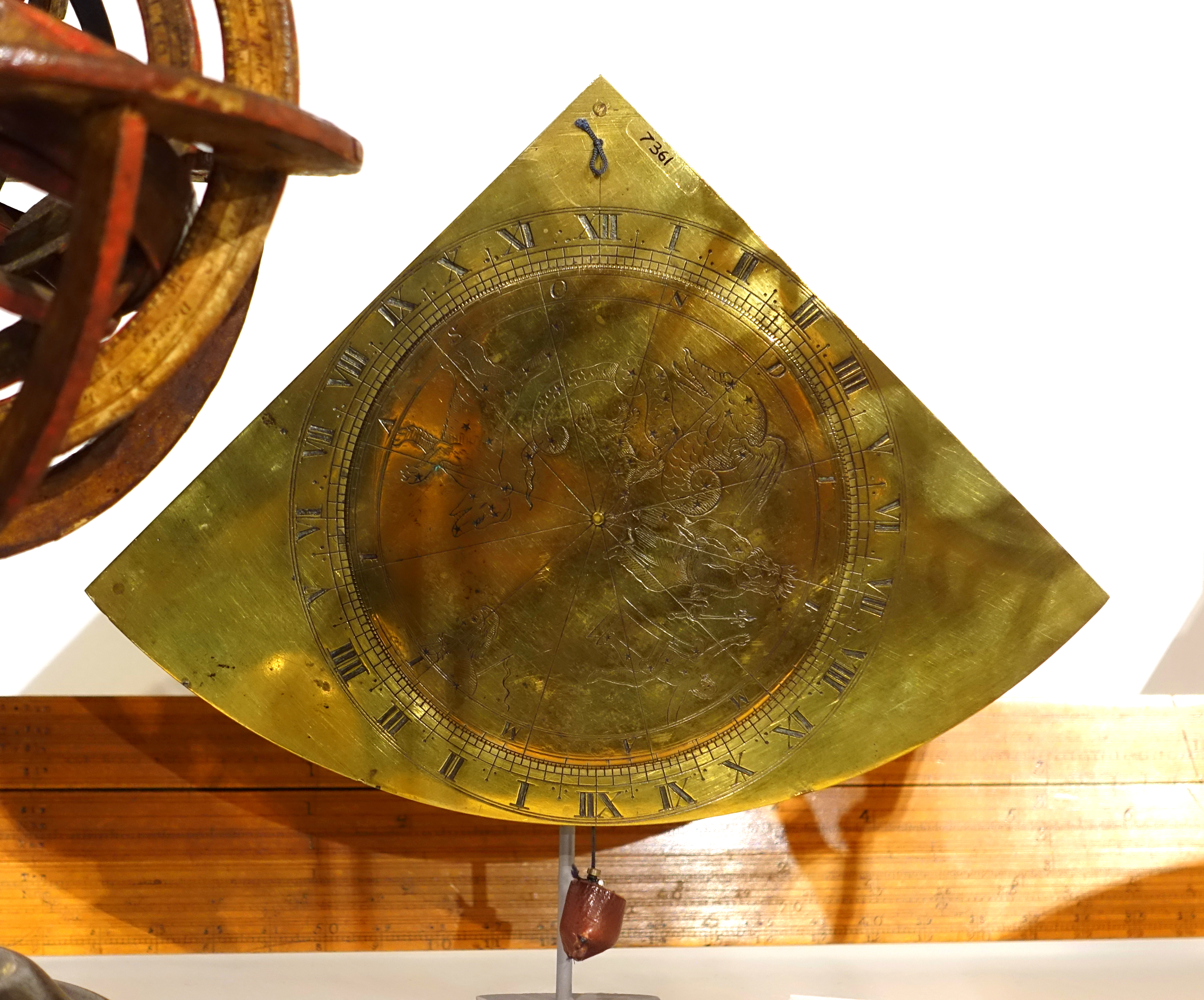
Квадрант Гантера

Квадра́нт — астрономический угломерный инструмент, служивший со времён Тихо Браге и до начала XVIII века для измерения высот (зенитного расстояния) небесных светил; ранний прототип секстанта.
Классический квадрант состоит из основания — четверти круга, разделенной на градусы и более мелкие части от 0 до 90° (что и дало название инструменту) и установленной в вертикальной плоскости. В центре дуги квадранта вращается линейка с диоптрами или же телескоп или зрительная труба. Место нуля (начало счёта, обыкновенно от надира) определялось отвесом, грузик которого находился в сосуде с водой или маслом, а положение алидады или телескопа при наведении на наблюдаемый предмет отсчитывалось при помощи верньера (нониуса). 

Вид остатков квадранта в обсерватории Улугбека в Самарканде (Узбекистан)

Для путешествующих астрономов изготовлялись переносные квадранты, устанавливаемые на штативах; для постоянных же обсерваторий делались стенные квадранты, неподвижно укрепляемые в плоскости меридиана к каменным стенам здания обсерватории. Особенно известны были стенные квадранты английских фабрикантов Грегема, Бёрда и Рамсдена; они доводили радиусы квадрантов до восьми футов. 
Не составляя полного круга, квадрант не позволяет исключать наблюдениями ошибки эксцентриситета, и потому во второй половине XVII века он почти полностью вышел из употребления, а его место занял сперва секстант, а затем и более совершенные приборы. Сейчас он представляет наибольший интерес для изучения истории астрономии, чем как измерительный прибор.

Стенной квадрант был одним из важнейших наблюдательных инструментов дооптической астрономии. В странах исламского мира самыми крупными были стенные квадранты ал-Бируни (R = 7,5 м), Насир ад-Дина ат-Туси в Марагинской обсерватории (R = 6,5 м), а также гигантский инструмент обсерватории Улугбека в городе Самарканде (R = 40 м). Эти инструменты обеспечивали наивысшую точность измерений для своего времени.
- Хорарный квадрант (от лат. hora — час)[9][10]